# 第九章：執法官
〈第九章：執法官〉（英語：Chapter 9: The Marshal）是美國太空歌劇網路電視劇《曼達洛人》第二季的首播集，本集由節目統籌強·法夫洛編劇並執導，於2020年10月30日在Disney+上線。佩德羅·帕斯卡領銜出演男主角曼達洛人，他是一名孤獨的槍手和賞金獵人，為幫助孩子尋找族人，他來到塔圖因星球的一個小鎮，與這裡的執法官柯布·范思聯手策劃消滅巨大的克雷特龍。

## 劇情
曼達洛人丁·賈林為將孩子交給他的族人，找到阿比斯人戈爾·科萊什，打聽其他曼達洛人的下落。科萊什和他的手下企圖殺死曼達洛人，搶劫他的鎧甲。曼達洛人擊敗科萊什以及他的隨從，將他倒吊起來審問。科萊什透露聽說有一名曼達洛人在塔圖因星球的摩斯培爾戈（Mos Pelgo）小鎮活動。曼達洛人回到塔圖因莫斯艾斯利的航天港，找到機械維修師派麗·莫托。莫托幫助他修理飛船，並告知他摩斯培爾戈的具體地點。
曼達洛人到達摩斯培爾戈，遇到這裡的執法官柯布·范思。范思穿戴著曼達洛鎧甲，他很自然地摘下頭盔，丁·賈林意識到他不是真正的曼達洛人，開始向他問詢鎧甲的來源。此時酒館內發生輕微地震，恢復平靜之後，范思告訴曼達洛人小鎮附近有一隻巨大的克雷特龍，長期為禍人類。如果曼達洛人答應幫助消滅克雷特龍，范思將鎧甲還給他。在前往克雷特龍居住地的路上，范思介紹反抗軍摧毀第二顆死星之後，帝國勢力從塔圖因星球撤退，在無政府狀態下，范思躲過采礦隊的襲擊，用偷來的水晶從賈瓦人手中換到曼達洛鎧甲。他利用鎧甲附帶的武器趕走采礦隊，成為小鎮的執法官，負責保護居民的人身安全。
他們在路途中遇到兩個塔斯肯人，曼達洛人用手語詢問得知塔斯肯人也是準備殺死克雷特龍。雙方結成同盟，第一次行動失敗之後，曼達洛人意識到人孤勢單。他與范思回到小鎮說服其他居民與沙漠部落塔斯肯人達成和平協議，聯合起來共同對抗克雷特龍。得知克雷特龍的腹部是弱點之後，他們設法佈置陷阱，引誘克雷特龍鑽出沙地，引爆埋伏在龍腹部的炸彈，但是克雷特龍沒有死亡。暴怒的克雷特龍吐出酸性膽汁，造成大量人員傷亡。曼達洛人控制住一隻身綁炸彈的班薩，以自己為誘餌，冒險進入克雷特龍的口中，引爆炸彈殺死了它。
塔斯肯人宰殺了克雷特龍，在屍體內發現大顆珍珠。曼達洛人帶著范思的鎧甲離開摩斯培爾戈。與此同時，波巴·費特在遠處目睹了一切。

## 製作

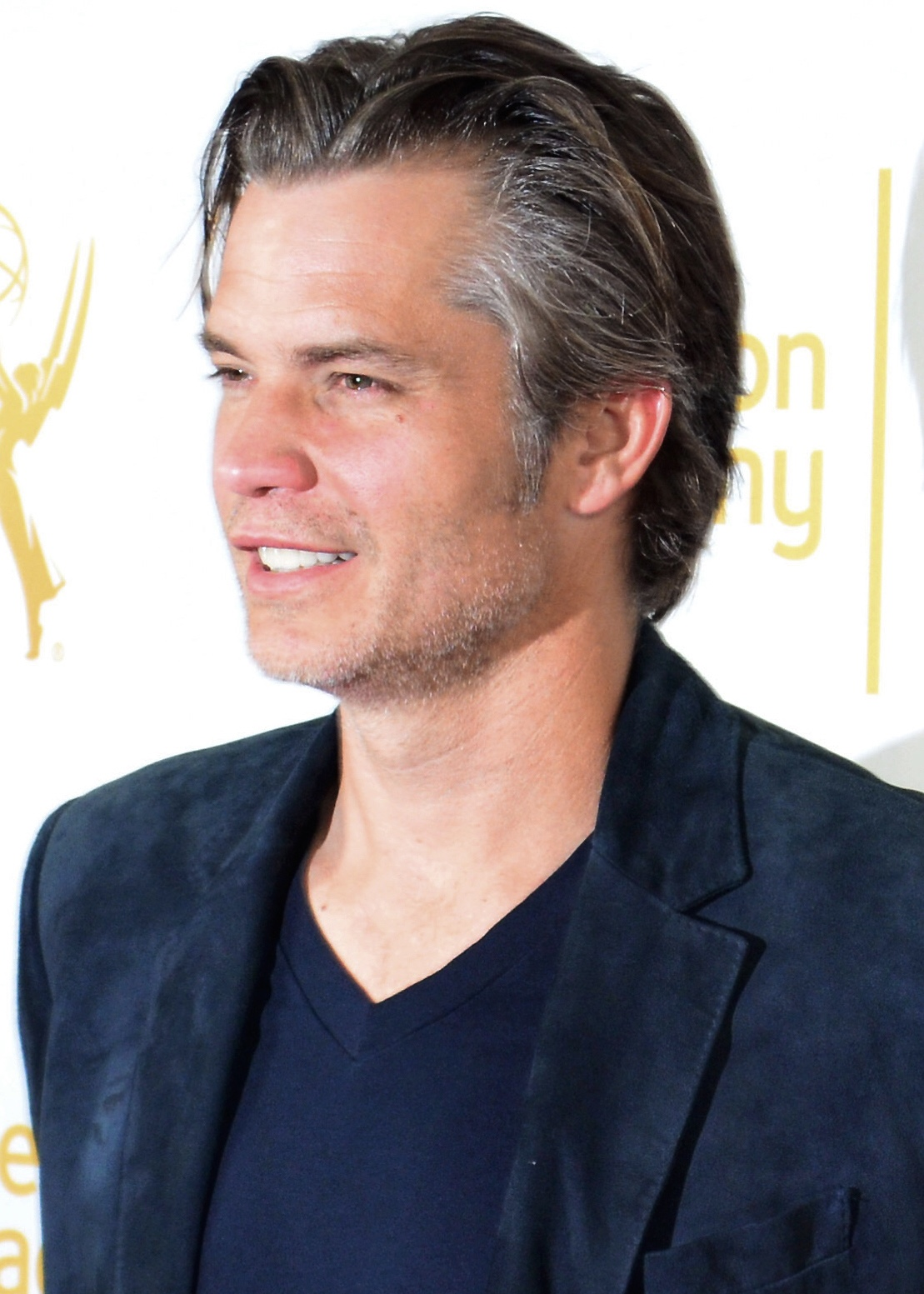
提摩西·奧利芬飾演的柯布·范思於本集中登場，首次出現於《曼達洛人》

### 開發
本集由節目統籌強·法夫洛編劇並執導，這是他執導《曼達洛人》的第一集。由於他此前執導華特迪士尼影片的動畫真人化電影《獅子王》，未能執導第一季。

### 選角
約翰·李古查摩為戈爾·科萊什配音，艾咪·莎德瑞斯回歸出演派麗·莫托。提摩西·奧利芬出演柯布·范思。特穆拉·莫里森在片尾客串出演波巴·費特。
此外，小伊萨克·C.辛格尔顿客串出演一名提列克人，他是搏擊場的守門人；崔大衛客串出演搏擊比賽的觀眾；米格爾·A·洛佩茲（Miguel A. Lopez）和澤維爾·希門尼斯（Xavier Jimenez）客串出演塔斯肯人；萊拉尼（Leilani Shiu）客串出演賈瓦人；W·厄尔·布朗客串出演一名威奎人，他是摩斯培爾戈小鎮的酒館店主。崔大衛還設計完成了片中的塗鴉墻。布倫丹·韋恩（Brendan Wayne）和拉夫·克羅德是佩德羅·帕斯卡的特技替身演員。孩子的動作由多名傀儡师完成。

### 畫面
本集中多數畫面的寬高比與其他集數保持一致，均為21:9，但是涉及到眾人與克雷特龍打鬥場面時的寬高比為16:9。

### 音樂
《曼達洛人》第二季的音樂原聲帶由魯德溫·葛瑞森作曲，第一輯數位版於2020年11月20日發行，包括前四集原創音樂。

## 關聯情節
波巴·費特首次以動畫形式出現於1978年電視特輯《星際大戰：假日特輯》之中，此後在正傳三部曲的《星際大戰五部曲：帝國大反擊》和《星際大戰六部曲：絕地大反攻》中正式登場，他在塔圖因星球落入巨蟲沙拉克之口，生死未卜。他於本集片尾客串出場，由特穆拉·莫里森飾演，在遠處目睹了曼達洛人率領眾人殺死克雷特龍的行動。提摩西·奧利芬飾演的柯布·范思首次出現於小說三部曲《星際大戰：餘波》之中，他獲得波巴·費特的曼達洛鎧甲之後，成為小鎮的執法官。

## 迴響
〈第九章：執法官〉得到整體好評。在影視匯總媒體點評網站爛番茄上，本集獲得95%的新鮮度，8.02/10分（55位劇評人）。該網站對本集的關鍵共識寫道：「藉助多個轉折情節，〈第九章：執法官〉幫助《曼達洛人》華麗回歸的同時，沒有遺忘展現『尤達寶寶』」。
的編輯尼克·艾倫（Nick Allen）稱讚劇中眾人與克雷特龍打鬥的場面以及魯德溫·葛瑞森的配樂。《好萊塢報導》的劇評人丹·芬伯格（Dan Fienberg）認為對於影集來說，本集是迄今場面最大和最有趣的一集。的班·林德伯格（Ben Lindbergh）表示本集與此前劇集存在相似之處，總體情節上沒有給觀眾帶來更多驚喜。

## 資料來源
1. ↑  Harn, Darby. . Star Wars News Net. 2020-10-30  [2020-10-30]. （原始内容存档于2022-02-07） （美国英语）.
2. ↑  Hibberd, James. . Entertainment Weekly. 2019-09-09  [2020-10-31]. （原始内容存档于2019-09-13） （美国英语）.
3. 1 2 3  Thorne, Will. . Variety. 2020-10-30  [2020-10-30]. （原始内容存档于2020-10-30） （美国英语）.
4. ↑  Kit, Borys. . The Hollywood Reporter. 2020-05-15  [2020-05-15]. （原始内容存档于2020-05-15） （美国英语）.
5. 1 2  Sciretta, Peter. . /Film. 2020-05-19  [2020-05-19]. （原始内容存档于2020-05-19） （美国英语）.
6. ↑  Dumaraog, Ana. . Screen Rant. 2020-10-31  [2020-11-02]. （原始内容存档于2021-12-02） （美国英语）.
7. ↑  Choquet, Mégane. . Allociné. 2020-10-30  [2020-11-02]. （原始内容存档于2021-12-28） （法语）.
8. ↑  Miller, Liz Shannon. . Vulture. 2019-12-09  [2019-12-09]. （原始内容存档于2019-12-09）.
9. ↑  Spencer, Samuel. . newsweek.com. 2019-12-02  [2020-06-28]. （原始内容存档于2019-12-08） （美国英语）.
10. ↑  Shaw-Williams, Hannah. . Screen Rant. 2020-10-31  [2020-11-01]. （原始内容存档于2020-11-02） （美国英语）.
11. ↑  Burlingame, Jon. . Variety. 2020-10-30  [2020-10-31]. （原始内容存档于2020-10-31） （美国英语）.
12. ↑  . Apple Music. Apple Inc. 2020-11-20  [2020-11-20]. （原始内容存档于2020-12-15） （美国英语）.
13. ↑  Couch, Aaron; Kit, Borys. . The Hollywood Reporter. 2020-05-08  [2020-05-08]. （原始内容存档于2020-05-08） （美国英语）.
14. ↑  . Rotten Tomatoes. Fandango.   [2020-11-07]. （原始内容存档于2022-01-15） （美国英语）.
15. ↑  Allen, Nick. . RogerEbert.com. 2020-10-30  [2020-10-31]. （原始内容存档于2020-11-02） （美国英语）.
16. ↑  Fienberg, Dan. . The Hollywood Reporter. 2020-10-31  [2020-11-02]. （原始内容存档于2020-10-31） （美国英语）.
17. ↑  Lindbergh, Ben. . The Ringer. 2020-10-30  [2020-10-31]. （原始内容存档于2020-10-31） （美国英语）.

## 外部連結
- 官方网站
- 互联网电影数据库（IMDb）上《第九章：執法官》的资料（英文）
- Wookieepedia上的相关条目：〈第九章：執法官〉